# Knightipsis knighti
Knightipsis knighti är en insektsart som beskrevs av Irena Dworakowska 1969. Knightipsis knighti ingår i släktet Knightipsis och familjen dvärgstritar. Inga underarter finns listade i Catalogue of Life.